# Vol à ski
Cet article court présente un sujet plus développé dans : Saut à ski.

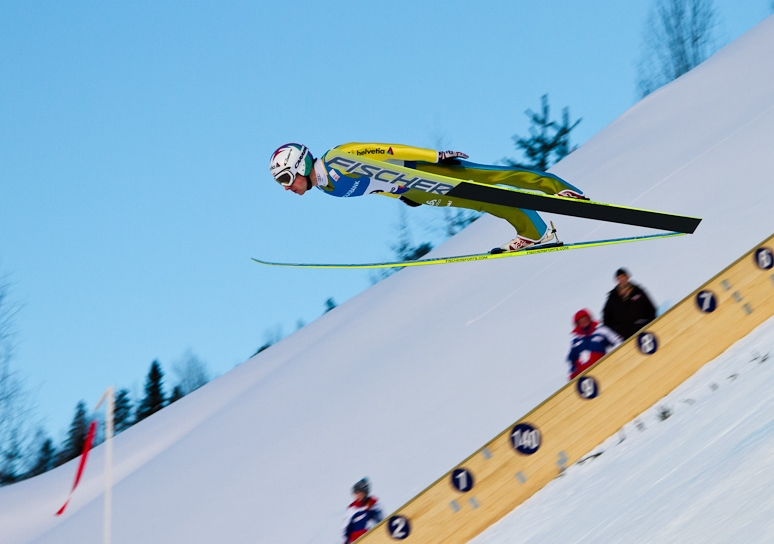
Simon Ammann sur le tremplin de vol à ski de Vikersundbakken.

Le vol à ski est une discipline de sports d'hiver dérivée du saut à ski, dans laquelle des distances atteintes sont beaucoup plus grandes qu'en saut à ski. Cette discipline a le même règlement que le saut à ski mais se dispute sur des tremplins spécifiques, sur lesquels les sauteurs dépassent les 200 mètres contre 100 mètres sur les tremplins traditionnels.
Il existe seulement cinq tremplins de vol à ski homologués, contre près de 120 pour le saut à ski :
- le Letalnica de Planica, en Slovénie ;
- à Harrachov, en République tchèque ;
- le tremplin de Kulm, à Tauplitz en Autriche ;
- à Oberstdorf, en Allemagne ;
- le Vikersundbakken à Vikersund, le plus grand d'entre eux depuis sa reconstruction en 2010-2011, en Norvège.